# Hans Schingnitz
Hans Schingnitz (* 25. Mai 1905 in Leipzig; † unbekannt) war ein deutscher Sportwissenschaftler, Hochschul- und Sportlehrer (Rudern, Boxen, Rugby) sowie Autor.

## Leben und Wirken
Er war der Sohn von Richard Gustav Schingnitz (1864–1916). Nach dem Schulbesuch studierte er an der Universität Leipzig, wo er 1941 zum Dr. phil. promovierte. Das Thema Die Aufgabe der Aesthetik in der Leibeserziehung. Beiträge zur völkisches Sinngebung der Leibesübungen vom Standpunkt des rassischen Schönheitsideals entsprach dem damaligen nationalsozialistischen Zeitgeist. Schingnitz war während des Studiums Mitglied des Akademischen Sportclub (A. S. C.) Leipzig e. V. geworden und interessierte sich neben Skilauf besonders für das Boxen, worüber er 1935 erstmals publizierte. Er arbeitete zunächst als Assistent am Institut für Leibesübungen der Universität Leipzig und spezialisierte sich als Allrounder in der Sportausbildung in Rudern, Boxen und Rugby.
Nach dem Zweiten Weltkrieg war er an der Deutschen Hochschule für Körperkultur in Leipzig als Dozent und Leiter des Instituts für Spiele tätig.
Schingnitz war sowohl Mitglied der Nationalsozialistischen Arbeiterpartei Deutschlands (NSDAP, ab 1933) als auch des Nationalsozialistischen Lehrerbundes (NSLB, ab 1934).
Der Philosoph Werner Schingnitz war sein älterer Bruder.

## Schriften (Auswahl)
- Boxen als Grund- und Kampfsport (= Teubners Sportbücher). Teubner, Leipzig und Berlin 1935, DNB 576019526.
- Die Grundschule des Boxens. Der Werdegang des Anfängers. [Begleittextheft zu dem gleichnamigen Film des Instituts für Leibesübungen der Universität Leipzig]. 1937/1939.[2]
- Die Kampfschule des Boxens. Die Leistungsprüfung des Fortgeschrittenen. [Begleittextheft zu dem gleichnamigen Film des Instituts für Leibesübungen der Universität Leipzig]. 1937/1939.[3]
- Die Methodik des Boxens im Schulunterricht. [Begleittextheft zu dem gleichnamigen Film des Instituts für Leibesübungen der Universität Leipzig]. 1937/1939.[4]
- (mit Hugo Döbler): Zur Terminologie der Sportspiele. o. J.
- Die Aufgabe der Aesthetik in der Leibeserziehung. Beiträge zur völkisches Sinngebung der Leibesübungen vom Standpunkt des rassischen Schönheitsideals. Würzburg-Aumühle 1941, DNB 571178243.
- Beiträge zur völkisch-rassischen Ästhetik der Leibesübungen (= Körperliche Erziehung und Sport. Heft 10). Triltsch, Würzburg 1941, DNB 36260388X